# Myrmecaelurus obscurus
Myrmecaelurus obscurus is een insect uit de familie van de mierenleeuwen (Myrmeleontidae), die tot de orde netvleugeligen (Neuroptera) behoort. 
Myrmecaelurus obscurus is voor het eerst wetenschappelijk beschreven door Hölzel in 1983.